# Danis Zaripov
Danis Zinnurovič Zaripov (in russo Данис Зиннурович Зарипов?; Čeljabinsk, 26 marzo 1981) è un hockeista su ghiaccio russo.

## Palmarès

### Mondiali
- 4 medaglie:
  - 3 ori (Canada 2008; Svizzera 2009; Bielorussia 2014)
  - 1 argento (Repubblica Ceca 2015)